# 下德涅斯特国家自然公园
下德涅斯特国家自然公园（烏克蘭語：Нижньодністровський національний природний парк）位于乌克兰西南部德涅斯特河入海口，濒临黑海。此地平原广布，水道密集，为鸟类筑巢、越冬，鱼类的产卵提供有利环境。公园里存在70多种鱼类，分布在20多个鱼群中。公园位于敖德萨州的別爾哥羅德-德涅斯特羅夫斯基區和敖德薩區，距离敖德薩约30千米。

## 地形

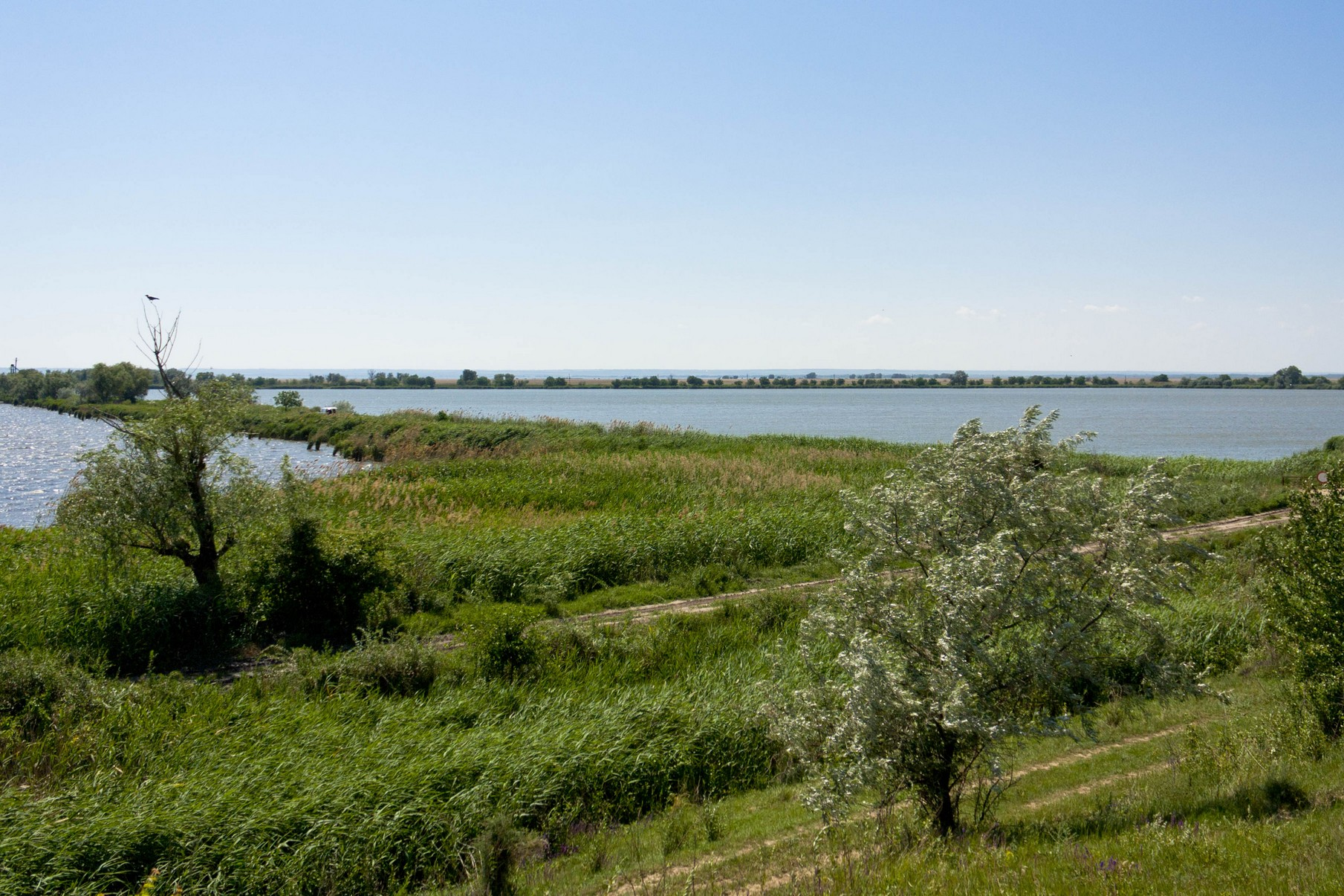
下德涅斯特公园保护区

公园位于德涅斯特河入海口北部。沿海地区多为淡水潟湖，内陆地区有永久性三角洲和季节性淡水湖。下德涅斯特公园与乌克兰其他的国家公园类似，被划分为有自然保护区、休闲娱乐区、经济区等不同区块。公园南部位于卡罗戈尔湾，是一处鱼类保护区。

## 气候和地形区

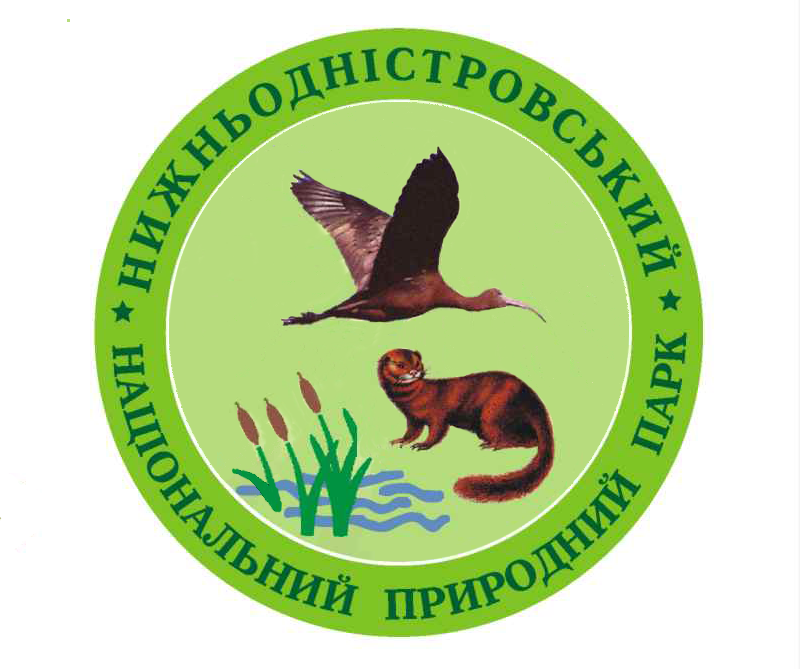
下德涅斯特公园徽标

下德涅斯特公园气候类型为温带大陆性湿润气候。这种气候的特点是昼夜温差大，夏季温和，冬季寒冷，常常下雪。年降水量在300-400毫米左右。公园位于東歐大草原，这片草原从黑海北岸一直延伸到哈萨克斯坦西部地区。

## 植物动物群落
公园内的半岛、芦苇丛、沼泽、森林为动植物提供栖息环境。大约有15,000对鸟类在公园里筑巢，其中骨顶鸡、鳳頭鷿鷈、绿头鸭、红嘴鸥等鸟类筑巢较多。